# Castillo de San José
Castillo de San José is een 18e-eeuws vestingwerk in Arrecife op het Spaanse eiland Lanzarote. Het werd in de periode 1776-1779 aangelegd in opdracht van Karel III van Spanje. Het bevindt zich op de steile kust op een halfeiland, Cueva de Inés.
In 1974 werd Castillo de San José door de kunstenaar César Manrique omgevormd tot een museum (Museo Internacional de Arte Contemporáneo). Het heeft een restaurant met een panoramazicht over de zee en een grote zaal voor concerten. De galerie herbergt werken van diverse Spaanse kunstenaars, waaronder die van Joan Miró en Manolo Millares, en van César Manrique zelf.